# 德斗站
德斗站（：／ Deokdu yeok */?）是釜山－金海輕軌沿線的一座高架車站，位於韓國釜山廣域市江西區大渚2洞。

## 車站結構
站體為2面2線側式月台的高架車站，候車月台設有月台幕門，並有2處出口。

### 月台配置
| 機場 ↑ |
| \| 上  |
| ↓ 登龜 |

| 月台 | 路線              | 目的地     |
| ---- | ----------------- | ---------- |
| 上行 | ●釜山－金海轻电铁 | 沙上方向   |
| 下行 | ●釜山－金海轻电铁 | 加耶大方向 |

## 歷史
- 2011年9月16日：落成啟用。

## 車站周邊
- 洛東江
- 江西圖書館
- 江西光明中心
- 機場派出所
- 大渚中學
- 釜山大渚高校
- 大渚2洞郵局
- 南京診所
- 江西療養院
- 韓國民俗食品店

## 圖片

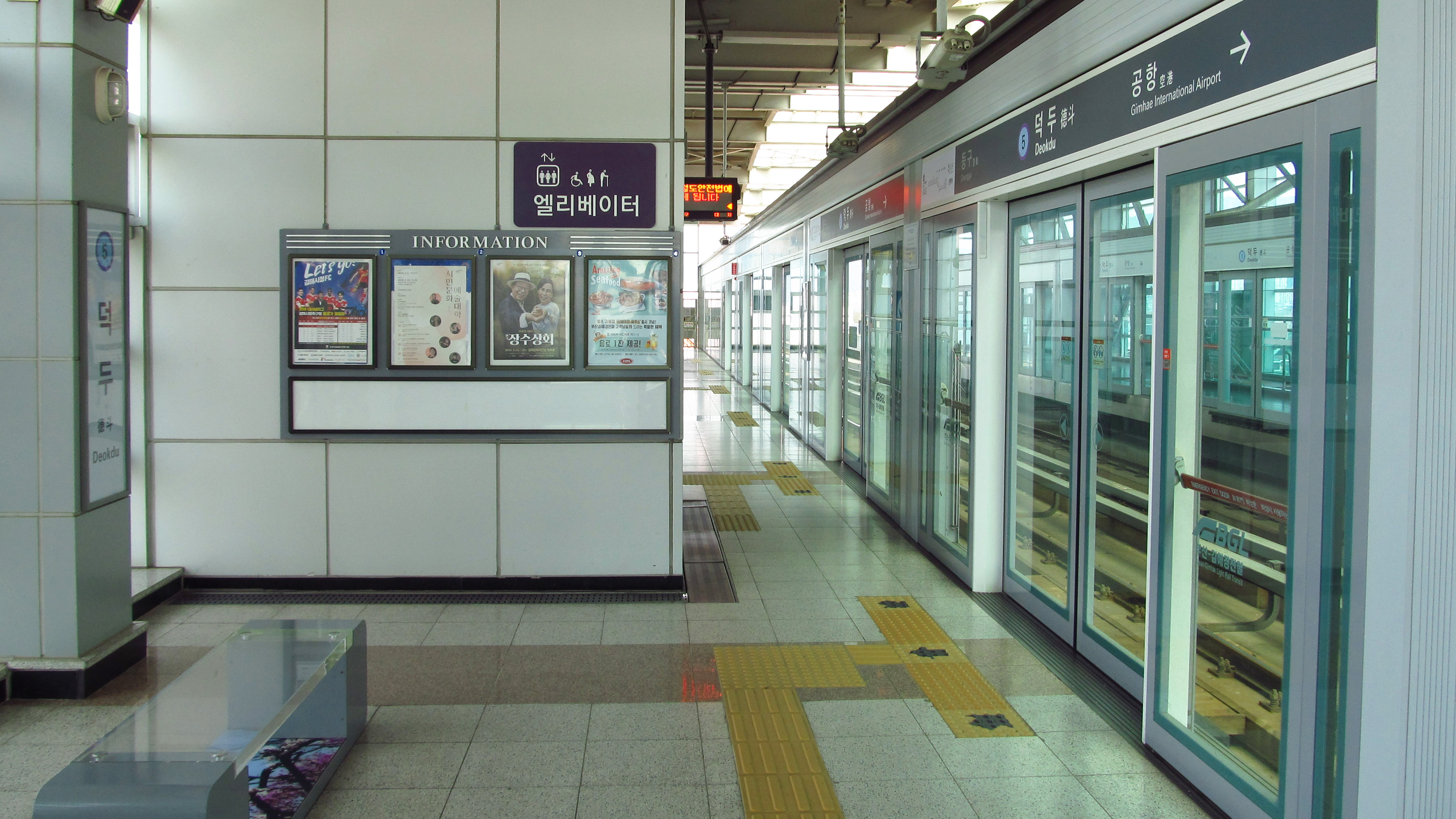
候車月台
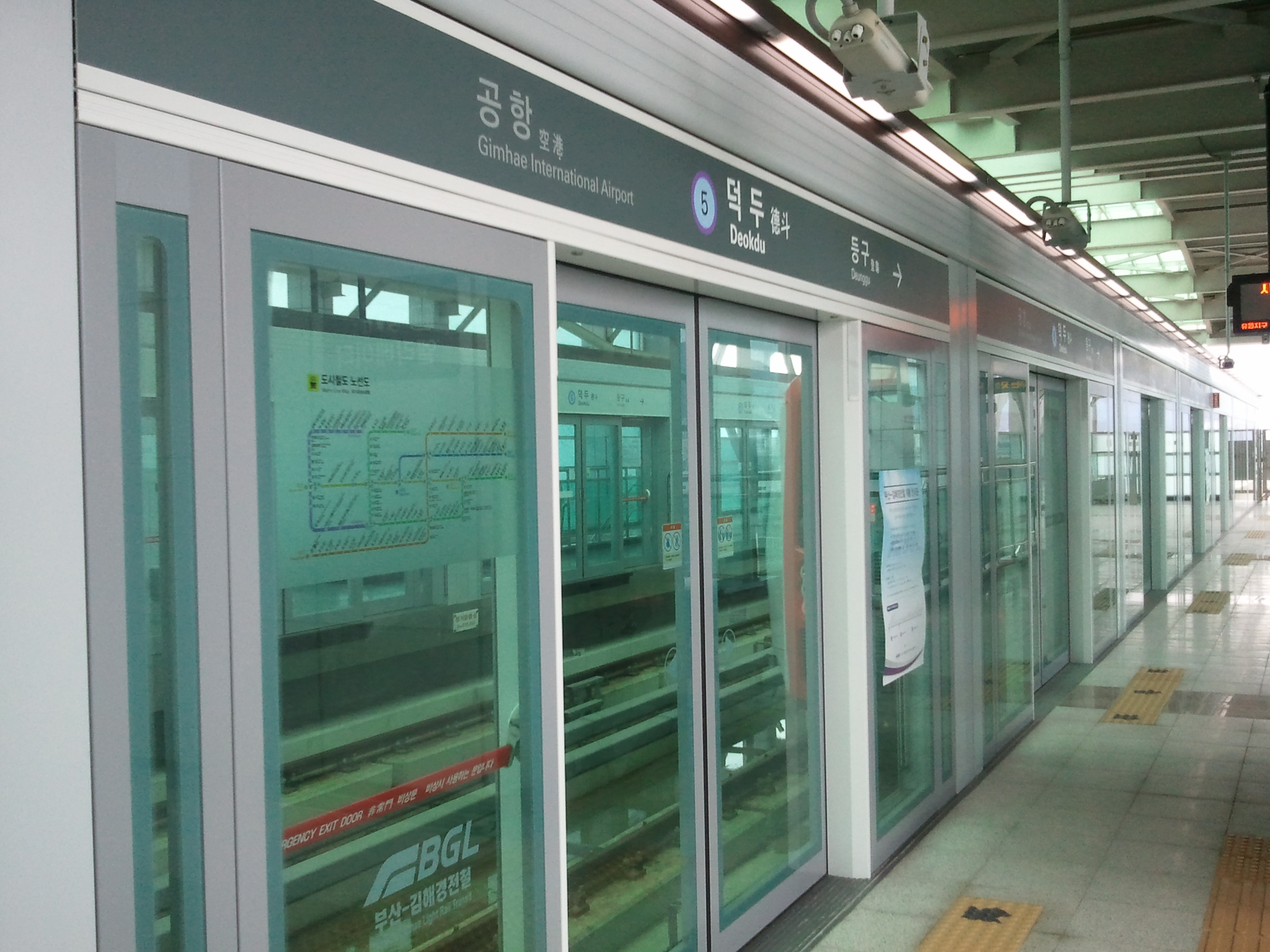
月台門
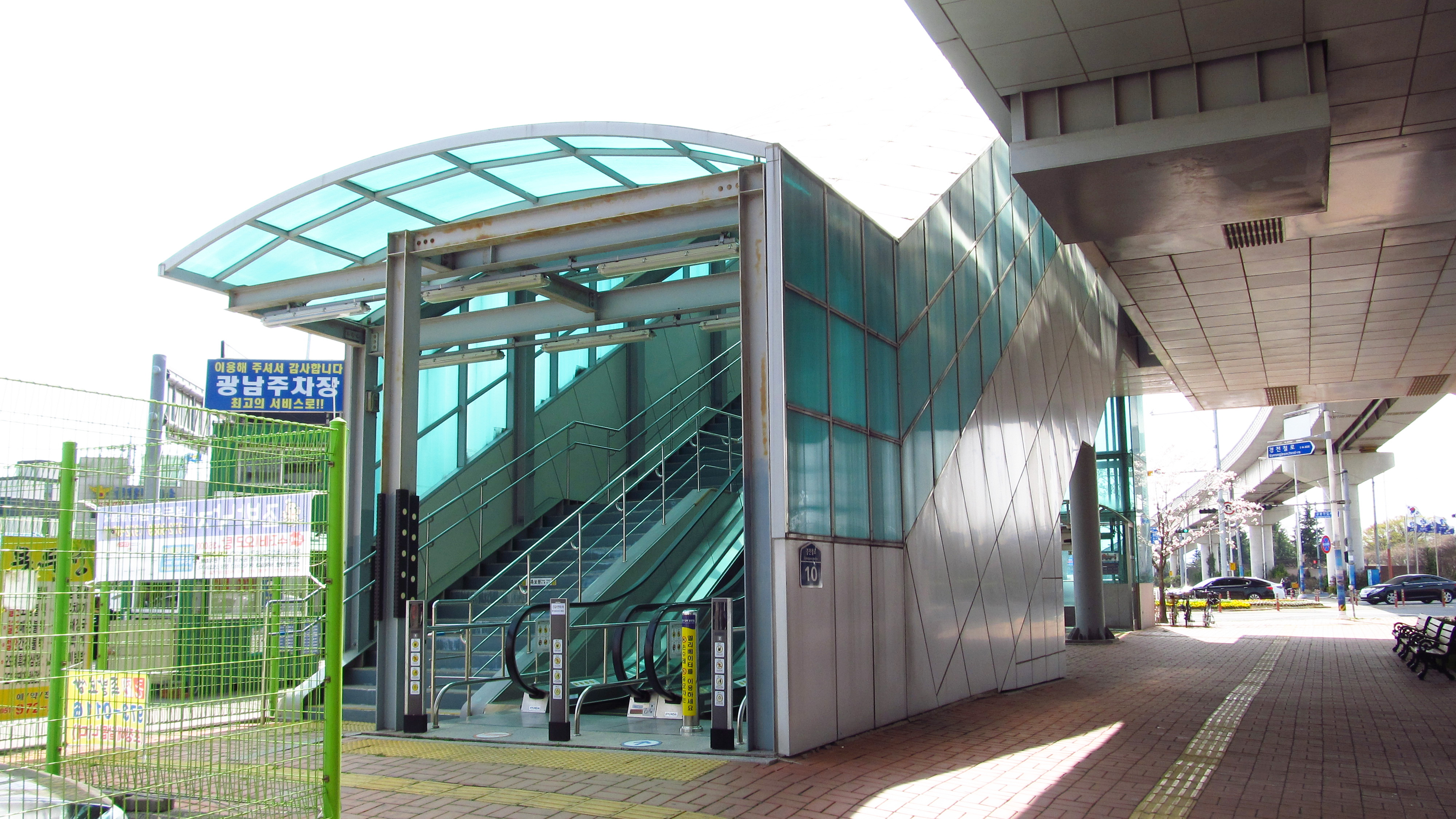
1號出口

## 相鄰車站
釜山-金海輕電鐵
●釜山－金海轻电铁
機場（4）－德斗（5）－登龜（6）